# Polygala tenuifolia
Polygala tenuifolia (Yuan Zhi) é uma planta da família Polygalaceae. É uma planta perene, pode crescer até 0,2 metros de altura (20-30 cm), monoicas (possui órgãos masculino e feminino). Adaptada para: solos leves (arenosos), médios (argilosos) e compactos (argila) e prefere solos bem drenados. Adaptada a pH : ácidos, neutros, básicos em solos  (alcalinos ). Pode crescer em semi-sombra (bosque leve) ou sem sombra, prefere solo úmido.  
O nome Polygala é derivado de uma palavra grega antiga que se traduz em "muito leite" devido à crença de que a planta pode aumentar a produção de leite em gado leiteiro. 

## História
Para alguns autores ela está incluída nas 50 ervas chinesas fundamentais da medicina tradicional chinesa onde é conhecida como yuan zhi (chinês: 遠志).
A erva Yuan Zhi foi mencionada pela primeira vez em um livro, Jingyue Quanshu, em 1624, como um tratamento para demência e perda de memória; mas os chineses também a utilizam o Yuan Zhi com outras indicações 

## Uso Medicinal
Yuan Zhi é uma pequena erva medicinal chinesa utilizada primariamente  como agente mucolítico e expectorante.   Externamente é usado para tratar furúnculos e carbúnculo. 
Estudos recentes exploram seu potencial uso como antidepressivo e sugerem que pode ter efeitos biológicos na neuroproteção.    Um estudo comparado de extrato da  Polygala tenuifolia com o fármaco alprazolam mostraram que componentes ou o extrato da erva apresenta, pelo menos, uma eficácia semelhante na indução do sono. 
A raiz da Polygala tenuifolia tem sido comumente usada em alguns países asiáticos como intensificador da memória e sua melhoria da memória tem sido relatada em vários casos. Nos testes MWM (Morris Water Maze), a memória espacial prejudicada dos camundongos idosos foi parcialmente revertida pelo extrato bruto de Polygala tenuifolia (EPT)  (100 e 200 mg / kg; P <0,05) em comparação com os camundongos controle idosos, provavelmente por suas propriedades antioxidantes e pela diminuição das atividades da monoamina oxidase (MAO) e acetilcolinasterase (AChE) 
Em um estudo comparativo de mais de centenas de fórmulas de prescrições fitoterápicas chinesas para doenças do sistema nervoso central (SNC) nos últimos cinquenta anos, descobriu-se que a Polygala tenuifolia é uma das principais ervas que apareceram em pelo menos 40% dessas fórmulas. Neste fármaco, quatro dos constituintes importantes: oligossacarídeo 3,6′-di-o-sinamoil-sacarose (DISS), tenuifolisídeo A e tenuifolisídeo B (TEA, TEB) [20, 22] e 3,4 , Ácido 5-trimetoxicinâmico (TMCA) foram identificados como biomarcadores. Pesquisas com o DISS  em culturas de células de neuroblastoma, evidenciaram seu potencial para proteger as células SH-SY5Y da apoptose induzida por glutamato. A TMCA nesta erva pode regular positivamente o sono induzido por pentobarbital. 
Os autores deste citado artigo de revisão anterior destacam ainda que em humanos idosos, a Polygala tenuifolia foi usada como profilática da Doença de Alzheimer com proposição do  CERAD (Consortium to Establish a Registry for Alzheimer's Disease Assessment Packet) e o Mine-Mental (MMSE - Mini exame do estado mental)  numa coorte específica e registrou-se uma melhora após a administração da Polygala tenuifolia. Referem-se também que estete fármaco nos animais experimentais atuou não apenas no córtex cerebral ou especificamente no hipocampo, mas também ativou majoritariamente o prosencéfalo basal que enviava projeções difusas para o córtex. 